# Теодора Архантлун
Теодора Архантлун или Арахантлун (на Грчком: Θεοδώρα Άραχαντλοῦν или Άρχαντλούν, † око 1320. године), је била византијска племкиња монголског порекла, унука цара Михаила VIII Палеолога од његове ванбрачне ћерке Марије Палеолог.
Теодора је била ћерка владара монголског владара Илканата, Абака Кана и византијске принцезе Марије Палеологине, која је била ванбрачна ћерка византијског цара Михаила VIII Палеолога. Године 1265. Теодорина мајка је послата у Илканат да постане део харема Хулагу Кана, али је стигла након његове смрти и тако постала жена његовог наследника Абака Кана. Петнаест година касније, Марија Палеологина се вратила у Цариград са ћерком Абака Кана, која је отрована у априлу 1282. године, па се традиционално претпоставља да је Теодора рођена између 1265. и 1281. године. Међутим, неке студије су погрешно идентификовале Теодору као усвојену ћерку Марије Палеологине. Док је боравила у Илканату, Теодорина мајка је задржала своју хришћанску веру, у којој је, по свему судећи, и Теодора била васпитана. У Византији су Маријину ћерку звали двоструким именом које се састојало од њеног хришћанског имена Теодора и грчке варијанте њеног монголско-турског имена Архантлун (Αραχαντλουν од Ара Кутлуга, овенчан фином круном), које је највероватније добила при рођењу још у Илканату. Неко време по повратку Марија Палеологина ступи у манастир „Пантократор“ и оснива женски манастир „Света Богородица Панагиотиса“, који је после њене смрти наследила Теодора. 
У Цариграду је Теодора Архантлун била удата за Исака Асена, сина бившег бугарског цара Јована Асена III и византијске принцезе Ирине Палеологине, а брак је склопљен после смрти њене мајке Марије, тј. не раније од 1307. године. У неким студијама се наводи да се Исак Асен оженио Теодором, коју је присилио цар Михаил IX Палеолог, а да се такви подаци не налазе у изворима. Важно је да су Теодора и Исак Асен заправо били блиски рођаци по мајчиној страни, јер су им мајке биле ћерке цара Михаила VIII Палеолога. Врло је вероватно да је ова чињеница, која би иначе стварала канонске препреке таквом браку између блиских сродника, разлог зашто неки истраживачи одбацују могућност да је Теодора Архантлун била биолошка ћерка Марије Палеологине.
Теодора Архантлун је умрла око 1320. године, није имала деце, Исак Асен се после њене смрти поново оженио. Од ње је, међутим, Исак наследио права на имање манастира „Света Богородица Панагиотиса“, који је основала Теодорина мајка.Међутим, манастирска имања није користио по намени – отимао је је од манастирског имања, од манастирског материјала саградио своју кућу, манастирске зграде завештао ћерки из другог брака, а манастирска имања свом сину Андронику. из другог брака, па чак и заложио манастир за 2000 хиперпира.  То је постало поводо за тужбу монахиња против њега, поводом које је патријарх Калист I издао грамату од октобра 1351. године, када је Исак већ био покојни.